# Carlos Sansegundo
Carlos Sansegundo (* 1930 in Santander; † 26. Dezember 2010 in Palma de Mallorca) war ein spanischer Maler und Bildhauer.

## Leben
Carlos Sansegundo war Schüler des Bildhauers Daniel Alegre, der ihn 1949 mit einem Stipendium nach Madrid an die Kunstakademie San Fernando empfahl. Hier sollte er seine Ausbildung weiter vervollständigen. Von Madrid ging Sansegundo 1955 nach Paris, wo er an einer Gruppenausstellung neben Picasso, Joan Miró und Max Ernst in der Galerie Kleber ausstellte. 1957 zog er nach London und arbeitete im Atelier von Henry Moore.
1959 kehrte er nach Spanien zurück, um schließlich 1961 nach Ibiza zu gehen, wo er bald Robert Munford, Hans Laabs, Erwin Broner, Heinz Trökes, Katja Meirowsky, Bertil Sjöberg, Erwin Bechthold und andere Künstler der Grupo Ibiza 59 kennenlernte und mit diesen gemeinsam ausstellte. Hier bereitete er auch seine Ausstellung für das Museo de Arte Moderno von Madrid in 1963 vor, wo er gemeinsam mit Fernando Mignoni, Juan Genovés, José Vento und weiteren Künstlern, die zur Künstlergruppe Hondo gehörten, ausstellte. In Sansegundos Gesamtœuvre gelten die Werke dieser Zeit als die kreativsten seiner unterschiedlichen Schaffensphasen. Stilistisch stehen seine Werke dem amerikanischen Neo-Dada und dem Informel nahe.
1964 ging Sansegundo nach New York und lernte dort die Avantgarde der US-amerikanischen Pop-Art-Künstler kennen: Robert Motherwell, Mark Rothko, Willem De Kooning, Robert Rauschenberg, Jasper Jons. Mit vielen von ihnen freundet er sich an und Andy Warhol wurde sein Trauzeuge bei der Heirat mit der Galeristin Ruth Kligman. Von 1972 bis 1990 lebte Carlos Sansegundo abwechselnd in Madrid und New York. Noch im selben Jahr siedelte er ganz nach Ibiza, wo er ab 1990 ständig lebte.

## Ausstellungstätigkeiten und Projekte
- 1954 – zwei Porträts in Bronze des Präsidenten und des Stellvertreters der Region Santander (seit 1979 Autonome Gemeinschaft von Kantabrien)
- 1955 – Gemeinschaftsausstellung in der Galerie Kleber, Paris.
- Außerdem Teilnahme an der Kunst-Bienneale von Kuba und bei Formes et Magiques von Jean Cocteau organisiert, Paris.
- ab 1961 verschiedene Ausstellungen mit der Grupo Ibiza 59 in den Galerien El Corsario, Ivan Spence, Via2, Marta Torres, u.a alle Ibiza.
- 1963 Ausstellung im Museum für Moderne Kunst (Museo de Arte Moderno, seit 1971 im Bestand des Museo del Prado), Madrid.
- ab 1965 u. a. Ausstellungen bei A.M. Sachs und Bonino Gallery, beide New York.
- 1973 Auftragsarbeiten in Madrid, Lloret de Mar und Ibiza.
- 1977 Ausstellung im Ausstellungsgebäude Ruiz Castillo, Madrid.
- 1987 erneuter Aufenthalt in Lloret de Mar mit Skulptur aus Granit und Marmor.[3]